# Ketmia konopiowata
Ketmia konopiowata, kenaf (Hibiscus cannabinus) – gatunek rośliny należący do rodziny ślazowatych. Pochodzi z Afryki, rozprzestrzenił się także na innych kontynentach w strefie klimatu tropikalnego. Jest też uprawiany.

## Morfologia

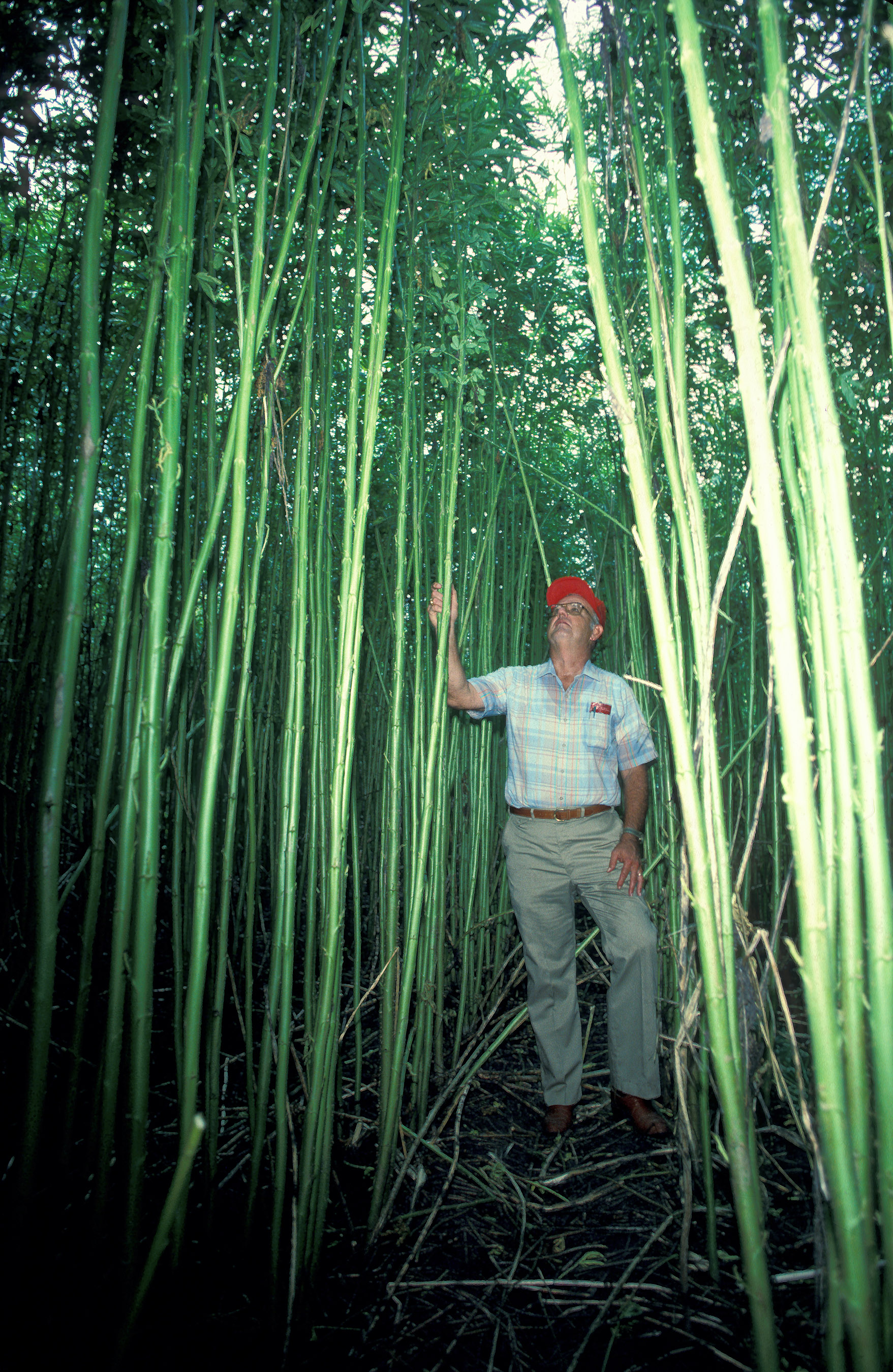

PokrójRoślina jednoroczna  o wysokości do 3 m i ciernistej łodydze.
LiścieJajowate, 3-5 klapowane.
KwiatyWyrastają w kątach liści. Mają 7-9 działkowy kieliszek, 5-działkowy kielich i dużą, koronę z 5 żółtych płatków z czerwonymi plamami, 1 słupek i liczne pręciki zrośnięte w rurkę.

## Zastosowanie
- Roślina włóknodajna. Jej włókno jest uważane za jedną z lepszych namiastek włókna juty. Robi się z niego worki, brezenty, sieci, tkaniny opakunkowe i papier.
- Liście nadają się do spożycia na sałatki. Z nasion wytłacza się olej jadalny.

## Uprawa
Jest uprawiana w licznych rejonach, szczególnie w Azji Południowej Uprawiana jest także w Rosji, Bangladeszu, Brazylii, Kubie, byłym Zairze, Salwadorze. Udomowiona została w zachodniej Afryce.  Zbiera się ją w fazie kwitnienia po 90-120 dniach wegetacji.